# Episodi di Armstrong Circle Theatre (terza stagione)
La terza stagione della serie televisiva Teatro di Armstrong (Armstrong Circle Theatre) è stata trasmessa in anteprima negli Stati Uniti d'America dalla NBC tra il 30 settembre 1952 e il 26 maggio 1953.
In Italia questa stagione è stata trasmessa da Telecapri News dal 6 gennaio all'11 luglio 2009.
| nº | Titolo originale            | Titolo italiano | Prima TV USA      | Prima TV Italia |
| -- | --------------------------- | --------------- | ----------------- | --------------- |
| 1  | Red Tape                    |                 | 30 settembre 1952 | 6 gennaio 2009  |
| 2  | Remembrance Island          |                 | 7 ottobre 1952    |                 |
| 3  | Betrayal                    |                 | 14 ottobre 1952   |                 |
| 4  | The Gentle Rain             |                 | 28 ottobre 1952   |                 |
| 5  | A Godmother for Amy         |                 | 11 novembre 1952  |                 |
| 6  | A Volcano Is Dancing Here   |                 | 18 novembre 1952  |                 |
| 7  | Fable of Honest Harry       |                 | 25 novembre 1952  |                 |
| 8  | The Lights Are Bright       |                 | 9 dicembre 1952   |                 |
| 9  | The Nothing Kid             |                 | 16 dicembre 1952  |                 |
| 10 | The Visitor                 |                 | 23 dicembre 1952  |                 |
| 11 | Billy Adams, American       |                 | 30 dicembre 1952  |                 |
| 12 | The Thirty-Eighth President |                 | 6 gennaio 1953    |                 |
| 13 | Ski Story                   |                 | 13 gennaio 1953   |                 |
| 14 | Before Breakfast            |                 | 20 gennaio 1953   |                 |
| 15 | Black Wedding               |                 | 27 gennaio 1953   |                 |
| 16 | Pilgrimage                  |                 | 3 febbraio 1953   |                 |
| 17 | The Marmalade Scandal       |                 | 10 febbraio 1953  |                 |
| 18 | Recording Date              |                 | 17 febbraio 1953  |                 |
| 19 | The Anchorage               |                 | 24 febbraio 1953  |                 |
| 20 | The Twenty-ninth Theme      |                 | 3 marzo 1953      |                 |
| 21 | House of Tears              |                 | 10 marzo 1953     |                 |
| 22 | The Checkerboard Heart      |                 | 17 marzo 1953     |                 |
| 23 | The Parrot                  |                 | 23 marzo 1953     |                 |
| 24 | Transfusion                 |                 | 31 marzo 1953     |                 |
| 25 | A Slight Case of April      |                 | 7 aprile 1953     |                 |
| 26 | The Straight and Narrow     |                 | 14 aprile 1953    |                 |
| 27 | Judy and the Brain          |                 | 21 aprile 1953    |                 |
| 28 | On the Beat                 |                 | 28 aprile 1953    |                 |
| 29 | Sunday Storm                |                 | 5 maggio 1953     |                 |
| 30 | Candle in a Bottle          |                 | 12 maggio 1953    |                 |
| 31 | A Matter of Opinion         |                 | 19 maggio 1953    |                 |
| 32 | The Middle Son              |                 | 26 maggio 1953    | 11 luglio 2009  |